# Jamphel Gyatso
Jamphel Gyatso (1758-1804) (tibetano: བྱམས་སྤེལ་རྒྱ་མཚོ་; Wylie: byams spel rgya mtsho; pinyin tibetano: Qambê Gyaco; chino: 强白嘉措) fue el octavo dalái lama del Tíbet.

## Biografía
Según la tradición, cuando Jamphel Gyatso fue concebido, en su aldea hubo una magnífica cosecha, con cada tallo de cebada llevando tres, cuatro o incluso cinco espigas, algo que nunca se había visto en el Tíbet; y que cuando la madre de Jamphel, Phuntosk Wangmo, y un familiar estaban cenando en su jardín, un arcoíris enorme apareció y uno de sus extremos tocó el hombro de la madre. Esta es una señal clave asociada con el nacimiento de un ser sagrado.
Al poco de su nacimiento, el niño intentaba a menudo sentarse en una postura de meditación y con la mirada hacia el cielo. Cuando Lobsang Palden Yeshi, el sexto Panchen Lama, oyó hablar de este niño, afirmó que se trataba efectivamente de la auténtica reencarnación del dalái lama. A la edad de dos años y medio, Jamphel fue llevado al monasterio de Tashilhunpo, en Shigatse, donde se celebró una ceremonia en su honor como el dalái lama renacido.
Posteriormente fue escoltado hasta Lasha y entronizado como líder del pueblo tibetano en el palacio de Potala, en el séptimo mes del año del Caballo de agua (1762), cuando tenía cinco años de edad (cuatro según el conteo occidental, que se realiza desde el nacimiento y no desde la concepción). Poco después, Lobsang Palden Yeshi lo ordenó como pre-novicio y le dio su nombre, Jamphel Gyatso. Fue ordenado plenamente en 1777, pero el país continuó siendo dirigido por regentes hasta el año del Dragón de madera (1784).
En 1788 se produjo un conflicto con los mercaderes de madera nepalíes que degeneró en escaramuzas con los gurkhas. En 1790, este pueblo invadió el Tíbet meridional y conquistó varias provincias como Nya-nang y Kyi-drong. La ciudad de Shigatse y el monasterio de Tashilhunpo fueron capturados y saqueados, pero los gurkhas fueron obligados a retroceder a Nepal en 1791 y, en 1796, se alcanzó un acuerdo de paz.